# Megan Wants a Millionaire
Megan Wants a Millionaire Fue un reality show de VH1 en donde Megan Hauserman busca el amor entre 17 solteros. El show se originó por un comentario que hizo Megan en Rock of Love: Charm School dijo: "Lo ideal para mi sería ser una esposa trofeo". Durante el proceso del Casting, Vh1 escogió a los hombres con ingreso en neto mayor de $1,000,000.
En febrero del 2009, Hauserman declaró que el rodaje de Megan Wants a Millionaire había empezado. Hauserman también declaró que quería encontrar a un chico lo suficientemente maduro para tratar con ella y que no fuera cobarde ni inestable. Hauserman dijo que estaba tomando muy en cuenta el programa, que sería "muy real". Las mejores amigas de Megan, Brandi Cunnigham (de los shows de VH1) y Cecille Gahr (de Beauty and the Geek) aparecen en el show para ayudar a Megan a tomar sus decisiones. El show fue estrenado el 2 de agosto en Estados Unidos.
El programa fue suspendido por Vh1 el 19 de agosto de 2009, después de que se anunció que el concursante Ryan Jenkins era buscado por la policía para ser interrogado en relación con el asesinato de su esposa, la modelo Jasmine Fiore. El 23 de agosto de 2009, Jenkins fue encontrado muerto, de un aparente suicidio, en un motel de la Esperanza, en Columbia Británica, Canadá. El 24 de agosto de 2009, Megan Wants a Millionaire fue cancelado oficialmente por VH1. Los primeros informes después de que el incidente se produjo, informó de que Jenkins fue finalista en la serie.

## Concursantes
| Nombre                  | Sobre Nombre           | Neto Aprox   | Edad | Eliminado  |
| ----------------------- | ---------------------- | ------------ | ---- | ---------- |
| Al                      | The Nervous Guy        | $5 million   | 41   | N/A        |
| Alex (Alexander)        | The Swinger            | $3.5 million | 32   | N/A        |
| Corey Thomas            | The Hot Shot           | $5 million   | 31   | N/A        |
| Dave "Sex Toy Dave"     | Internet Entrepreneur  | $9.5 million | 40   | N/A        |
| David "00 Dave"         | The World Traveler     | $2.2 million | 41   | N/A        |
| Francisco "Cisco"       | The Latin Lover        | $2 million   | 29   | N/A        |
| Mike "Big Mike"         | The "Investor"         | $2 million   | 45   | N/A        |
| Sharay "Punisher" Hayes | The Punisher           | $3.1 million | 35   | N/A        |
| Ryan Jenkins            | Smooth Operator        | $2.5 million | 31   | N/A        |
| TJ Diab[cita requerida] | The Vodka King         | $6.5 million | 38   | N/A        |
| Joe                     | The Trust Fund Baby    | $10 million  | 22   | Episodio 3 |
| Matt                    | The Pro Wrestler       | $5.5 million | 25   | Episodio 3 |
| Shaun                   | The Southern Gentleman | $2 million   | 30   | Episodio 2 |
| Garth                   | The Plumber            | $2.5 million | 38   | Episodio 2 |
| Donald Farmer           | The Producer           | $2 million   | 54   | Episodio 1 |
| James                   | The Baby               | $4 million   | 25   | Episodio 1 |
| Audi Pineda             | Big Dog                | $1.1 million | 35   | Episodio 1 |

## Orden de Eliminación
| #  | Concursantes | Episodios    | Episodios    | Episodios    | Episodios    |
| #  | Concursantes | 1            | 2            | 3            | 4            |
| -- | ------------ | ------------ | ------------ | ------------ | ------------ |
| 1  | Al           | Ryan         | Al           | David        | Al           |
| 2  | Alex         | Corey        | Mike         | Corey        | Alex         |
| 3  | Audi         | Francisco    | Francisco    | TJ           | Corey        |
| 4  | Corey        | Punisher     | Ryan         | Punisher     | David        |
| 5  | David        | TJ           | TJ           | Al           | Francisco    |
| 6  | Donald       | Sex Toy Dave | David        | Ryan         | Mike         |
| 7  | Francisco    | Alex         | Punisher     | Mike         | Punisher     |
| 8  | Garth        | David        | Sex Toy Dave | Sex Toy Dave | Ryan         |
| 9  | James        | Mike         | Corey        | Francisco    | Sex Toy Dave |
| 10 | Joe          | Matt         | Matt         | Alex         | TJ           |
| 11 | Matt         | Shaun        | Alex         | Joe          |              |
| 12 | Mike         | Joe          | Joe          | Matt         |              |
| 13 | Punisher     | Garth        | Shaun        |              |              |
| 14 | Ryan         | Al           | Garth        |              |              |
| 15 | Sex Toy Dave | Donald       |              |              |              |
| 16 | Shaun        | James        |              |              |              |
| 17 | TJ           | Audi         |              |              |              |

     El concursante estaba en la competencia cuando Megan Wants a Millionaire fue cancelado.
     El concursante ganó una cita a solas con Megan.
     El concursante ganó una cita en grupo con Megan.
     El concursante ganó una cita con Megan pero fue eliminado.
     El concursante fue eliminado.